# Antonio Peña (cestista)
Antonio Peña (Brooklyn, 20 luglio 1986) è un cestista statunitense naturalizzato dominicano.